# Šárka Strachová
Šárka Strachová z d. Záhrobská (ur. 11 lutego 1985 w Benecku) – czeska narciarka alpejska, brązowa medalistka olimpijska oraz czterokrotna medalistka mistrzostw świata.

## Kariera
Po raz pierwszy na arenie międzynarodowej pojawiła się 25 listopada 2000 roku w Gällivare, gdzie w zawodach FIS Race była trzynasta w slalomie. W 2001 roku wystartowała na mistrzostwach świata juniorów w Verbier, jednak nie ukończyła ani slalomu ani giganta. Na rozgrywanych rok później mistrzostwach świata juniorów w Tarvisio jej najlepszym wynikiem było szóste miejsce w kombinacji. Pierwsze sukcesy w tej kategorii wiekowej osiągnęła podczas mistrzostw świata juniorów w Mariborze w 2004 roku, zajmując trzecie miejsce w kombinacji i slalomie. Największy sukces osiągnęła jednak na rozgrywanych w 2005 roku mistrzostwach świata juniorów w Bardonecchii, gdzie zwyciężyła w slalomie.
W zawodach Pucharu Świata zadebiutowała 15 grudnia 2002 roku w Sestriere, zajmując piąte miejsce w slalomie równoległym. Tym samym już w swoim debiucie zdobyła pierwsze pucharowe punkty. Pierwsze podium w zawodach tego cyklu wywalczyła 4 stycznia 2007 roku w Zagrzebiu, gdzie była trzecia w slalomie. Pod koniec 2008 roku, 30 listopada w Aspen po raz pierwszy zwyciężyła w zawodach PŚ, wygrywając slalom. Najlepsze wyniki osiągnęła w sezonie 2006/2007, kiedy zajęła dziewiąte miejsce w klasyfikacji generalnej, a w klasyfikacji slalomu była trzecia. Wśród slalomistek lepsze okazały się tylko dwie Austriaczki: Marlies Schild oraz Nicole Hosp. W tej samej klasyfikacji była też druga w sezonie 2008/2009, ulegając tylko Niemce Marii Riesch.
W 2001 roku wystąpiła na mistrzostwach świata w St. Anton, gdzie zajęła 21. miejsce w slalomie. Na rozgrywanych dwa lata później mistrzostwach świata w Sankt Moritz była dziewiąta w kombinacji, a slalomu nie ukończyła. Pierwszy medal wśród seniorek zdobyła na mistrzostwach świata w Bormio w 2005 roku, zajmując trzecie miejsce w slalomie. W zawodach tych wyprzedziły ją jedynie Chorwatka Janica Kostelić i Tanja Poutiainen z Finlandii. W tej samej konkurencji zdobyła złoty medal na rozgrywanych dwa lata później mistrzostwach świata w Åre w 2007 roku, a w superkombinacji była czwarta. W międzyczasie brała udział w  igrzyskach olimpijskich w Turynie, jednak nie zdobyła medalu. Najlepszy wynik uzyskała w slalomie, który ukończyła na trzynastej pozycji. W swej koronnej konkurencji wywalczyła również srebrny medal na mistrzostwach świata w Val d’Isère w 2009 roku. W zawodach tych rozdzieliła na podium Marię Höfl-Riesch i Tanję Poutiainen. Kolejny medal zdobyła na igrzyskach w Vancouver w 2010 roku, zajmując trzecie miejsce w slalomie. Lepsze tam okazały się jedynie Riesch i Marlies Schild. Z dwóch kolejnych edycji mistrzostw świata: Garmisch-Partenkirchen 2011 i Schladming 2013 wróciła bez medalu. Brała również udział w igrzyskach olimpijskich w Soczi w 2014 roku, najlepszy wynik uzyskując w superkombinacji, którą ukończyła na dziewiątej pozycji.
Jej brat, Petr Záhrobský, także uprawiał narciarstwo alpejskie.

## Osiągnięcia

### Igrzyska olimpijskie
| Miejsce | Dzień        | Rok  | Miejscowość | Konkurencja     | Czas biegu | Strata | Zwyciężczyni         |
| ------- | ------------ | ---- | ----------- | --------------- | ---------- | ------ | -------------------- |
| 19.     | 18 lutego    | 2006 | Turyn       | Kombinacja      | 2:51,08    | +6,06  | Janica Kostelić      |
| 27.     | 20 lutego    | 2006 | Turyn       | Supergigant     | 1:32,47    | +2,51  | Michaela Dorfmeister |
| 13.     | 22 lutego    | 2006 | Turyn       | Slalom          | 1:29,04    | +2,51  | Anja Pärson          |
| DNF2    | 24 lutego    | 2006 | Turyn       | Gigant          | 2:09,19    | —      | Julia Mancuso        |
| 2.      | 17 lutego    | 2010 | Vancouver   | Zjazd           | 1:44,19    | +0,56  | Lindsey Vonn         |
| 27.     | 18 lutego    | 2010 | Vancouver   | Superkombinacja | 2:09,14    | +6,49  | Maria Riesch         |
| 7.      | 20 lutego    | 2010 | Vancouver   | Supergigant     | 1:20,14    | +1,88  | Andrea Fischbacher   |
| DNS2    | 24/25 lutego | 2010 | Vancouver   | Gigant          | 2:27,11    | -      | Viktoria Rebensburg  |
| 3.      | 26 lutego    | 2010 | Vancouver   | Slalom          | 1:42,89    | +1,01  | Maria Riesch         |
| 9.      | 10 lutego    | 2014 | Soczi       | Superkombinacja | 2:34,62    | +1,99  | Maria Höfl-Riesch    |
| DNF1    | 18 lutego    | 2014 | Soczi       | Gigant          | 2:36,87    | —      | Tina Maze            |
| 10.     | 21 lutego    | 2014 | Soczi       | Slalom          | 1:44,54    | +2,85  | Mikaela Shiffrin     |

### Mistrzostwa świata
| Miejsce | Dzień     | Rok  | Miejscowość       | Konkurencja     | Czas biegu | Strata | Zwyciężczyni     |
| ------- | --------- | ---- | ----------------- | --------------- | ---------- | ------ | ---------------- |
| 21.     | 7 lutego  | 2001 | St. Anton         | Slalom          | 1:41,03    | +12,70 | Anja Pärson      |
| 9.      | 10 lutego | 2003 | Sankt Moritz      | Kombinacja      | 2:41,63    | +3,88  | Janica Kostelić  |
| DNF2    | 15 lutego | 2003 | Sankt Moritz      | Slalom          | 1:39,55    | -      | Janica Kostelić  |
| 5.      | 4 lutego  | 2005 | Bormio            | Kombinacja      | 2:53,70    | +3,19  | Janica Kostelić  |
| 10.     | 8 lutego  | 2005 | Bormio            | Gigant          | 2:13,63    | +2,03  | Anja Pärson      |
| 3.      | 11 lutego | 2005 | Bormio            | Slalom          | 1:47,98    | +0,67  | Janica Kostelić  |
| 4.      | 9 lutego  | 2007 | Åre               | Superkombinacja | 1:57,69    | +1,05  | Anja Pärson      |
| 12.     | 13 lutego | 2007 | Åre               | Gigant          | 2:31,72    | +1,72  | Nicole Hosp      |
| 1.      | 16 lutego | 2007 | Åre               | Slalom          | 1:43,91    | -      | -                |
| 15.     | 3 lutego  | 2009 | Val d’Isère       | Supergigant     | 1:20,73    | +2,80  | Lindsey Vonn     |
| 11.     | 6 lutego  | 2009 | Val d’Isère       | Superkombinacja | 2:20,13    | +3,06  | Kathrin Zettel   |
| 16.     | 12 lutego | 2009 | Val d’Isère       | Gigant          | 2:03,49    | +2,77  | Kathrin Hölzl    |
| 2.      | 14 lutego | 2009 | Val d’Isère       | Slalom          | 1:51,80    | +0,77  | Maria Riesch     |
| 12.     | 11 lutego | 2011 | Ga-Pa             | Slalom          | 1:45,79    | +2,97  | Marlies Schild   |
| 37.     | 14 lutego | 2013 | Schladming        | Gigant          | 2:08,06    | +9,36  | Tessa Worley     |
| 8.      | 16 lutego | 2013 | Schladming        | Slalom          | 1:39,85    | +1,37  | Mikaela Shiffrin |
| 3.      | 14 lutego | 2015 | Vail/Beaver Creek | Slalom          | 1:38,48    | +0,77  | Mikaela Shiffrin |
| 5.      | 18 lutego | 2017 | Sankt Moritz      | Slalom          | 1:37,27    | +2,05  | Mikaela Shiffrin |

### Mistrzostwa świata juniorów
| Miejsce | Dzień     | Rok  | Miejscowość  | Konkurencja | Czas biegu | Strata     | Zwyciężczyni                      |
| ------- | --------- | ---- | ------------ | ----------- | ---------- | ---------- | --------------------------------- |
| DNF1    | 10 lutego | 2001 | Verbier      | Slalom      | 1:16,53    | -          | Christine Sponring                |
| DNF2    | 10 lutego | 2001 | Verbier      | Gigant      | 2:16,31    | -          | Fränzi Aufdenblatten              |
| 20.     | 27 lutego | 2002 | Tarvisio     | Zjazd       | 1:29,81    | +3,60      | Julia Mancuso                     |
| DNF1    | 28 lutego | 2002 | Tarvisio     | Supergigant | 1:27,54    | -          | Maria Riesch                      |
| 18.     | 1 marca   | 2002 | Tarvisio     | Slalom      | 1:36,54    | +2,40      | Veronika Zuzulová                 |
| 24.     | 3 marca   | 2002 | Tarvisio     | Gigant      | 1:52,15    | +3,76      | Julia Mancuso                     |
| 6.      | 3 marca   | 2002 | Tarvisio     | Kombinacja  | 5,20 pkt   | +88,11 pkt | Julia Mancuso                     |
| 13.     | 4 lutego  | 2004 | Maribor      | Zjazd       | 1:12,23    | +1,86      | Maria Riesch                      |
| 10.     | 4 lutego  | 2004 | Maribor      | Supergigant | 1:26,79    | +1,06      | Nadia Fanchini Andrea Fischbacher |
| 1.      | 4 lutego  | 2004 | Maribor      | Gigant      | 2:21,39    | +2,61      | Maria Riesch                      |
| 3.      | 4 lutego  | 2004 | Maribor      | Slalom      | 1:40,73    | +0,28      | Kathrin Zettel                    |
| 3.      | 4 lutego  | 2004 | Maribor      | Kombinacja  | 29,23 pkt  | +22,99 pkt | Julia Mancuso                     |
| DNS1    | 23 lutego | 2005 | Bardonecchia | Zjazd       | 1:28,84    | -          | Nadia Fanchini                    |
| 1.      | 25 lutego | 2005 | Bardonecchia | Slalom      | 1:23,97    | -          | -                                 |
| 5.      | 26 lutego | 2005 | Bardonecchia | Gigant      | 2:21,34    | +0,68      | Nadia Fanchini                    |

### Puchar Świata

#### Miejsca w klasyfikacji generalnej
- sezon 2002/2003: 53.
- sezon 2003/2004: 32.
- sezon 2004/2005: 42.
- sezon 2005/2006: 30.
- sezon 2006/2007: 9.
- sezon 2007/2008: 16.
- sezon 2008/2009: 12.
- sezon 2009/2010: 18.
- sezon 2010/2011: 36.
- sezon 2011/2012: 70.
- sezon 2012/2013: 53.
- sezon 2013/2014: 36.
- sezon 2014/2015: 17.
- sezon 2015/2016: 20.
- sezon 2016/2017: 21.

#### Miejsca na podium chronologicznie
| Nr  | Dzień        | Rok  | Miejscowość                | Konkurencja | Czas łączny | Miejsce | Strata | Zwyciężczyni            |
| --- | ------------ | ---- | -------------------------- | ----------- | ----------- | ------- | ------ | ----------------------- |
| 1.  | 4 stycznia   | 2007 | Zagrzeb                    | Slalom      | 2:01,25     | 3.      | +1,85  | Marlies Schild          |
| 2.  | 7 stycznia   | 2007 | Kranjska Gora              | Slalom      | 1:41,62     | 2.      | +0,66  | Marlies Schild          |
| 3.  | 11 marca     | 2007 | Zwiesel                    | Slalom      | 1:38,90     | 2.      | +2,23  | Marlies Schild          |
| 4.  | 25 listopada | 2007 | Panorama                   | Slalom      | 1:40,63     | 2.      | +0,68  | Marlies Schild          |
| 5.  | 14 marca     | 2008 | Bormio                     | Slalom      | 1:53,02     | 3.      | +0,24  | Marlies Schild          |
| 6.  | 30 listopada | 2008 | Aspen                      | Slalom      | 1:39,32     | 1.      | -      | -                       |
| 7.  | 4 stycznia   | 2009 | Zagrzeb                    | Slalom      | 1:59,59     | 3.      | +0,63  | Maria Riesch            |
| 8.  | 13 marca     | 2009 | Åre                        | Slalom      | 1:49,46     | 3.      | +0,23  | Sandrine Aubert         |
| 9.  | 29 listopada | 2009 | Aspen                      | Slalom      | 1:43,45     | 1.      | -      | -                       |
| 10. | 29 grudnia   | 2014 | Innsbruck                  | Slalom      | 1:44,19     | 2.      | +0,80  | Mikaela Shiffrin        |
| 11. | 22 lutego    | 2015 | Maribor                    | Slalom      | 1:40,17     | 3.      | +1,05  | Mikaela Shiffrin        |
| 12. | 14 marca     | 2015 | Åre                        | Slalom      | 1:46,71     | 3.      | +2,15  | Mikaela Shiffrin        |
| 13. | 29 listopada | 2015 | Aspen                      | Slalom      | 1:43,08     | 3.      | +2,90  | Mikaela Shiffrin        |
| 14. | 5 stycznia   | 2016 | Santa Caterina di Valfurva | Slalom      | 1:57,65     | 2.      | +1,12  | Nina Løseth             |
| 15. | 3 stycznia   | 2017 | Zagrzeb                    | Slalom      | 2:02,53     | 3.      | +0,52  | Veronika Velez-Zuzulová |
| 16. | 11 marca     | 2017 | Squaw Valley               | Slalom      | 1:39,48     | 2.      | +1,03  | Mikaela Shiffrin        |